# Gazzo Veronese
Gazzo Veronese là một đô thị ở tỉnh Verona trong vùng Veneto của Ý, có cự ly khoảng 100 km về phía tây nam của Venice và khoảng 30 km về phía nam của Verona.
Gazzo Veronese giáp các đô thị: Casaleone, Nogara, Ostiglia, Sanguinetto, Serravalle a Po, Sorgà, Sustinente và Villimpenta.
Kinh tế địa phương chủ yếu là ngành nông nghiệp.